# Yūji Takada
Yūji Takada (japonès: 高田裕司)  (Ōta, 17 de febrer de 1954) és un lluitador japonès, ja retirat, especialista en lluita lliure, que va competir durant la dècada de 1970.
El 1976 va prendre part en els Jocs Olímpics d'Estiu de Montreal, on guanyà la medalla d'or en la competició del pes mosca del programa lluita lliure. Vuit anys més tard, als Jocs de Los Angeles, va guanyar la medalla de bronze en la mateixa competició.
En el seu palmarès també destaquen cinc medalles en els Campionat del Món, quatre d'or i una de bronze, entre les edicions de 1973 i 1978, així com dues medalles en els Jocs Asiàtics, una d'or i una de plata.
El 2005 fou inclòs al FILA Hall of Fame.